# Ranunculus angustifolius
Ranunculus angustifolius är en ranunkelväxtart som beskrevs av Dc.. Ranunculus angustifolius ingår i släktet ranunkler, och familjen ranunkelväxter. Inga underarter finns listade i Catalogue of Life.